# Cockta
Artykuł ten został zgłoszony do umieszczenia na stronie głównej w rubryce „Czy wiesz”.
Pomóż nam go sprawdzić: oceń zgłoszoną nominację.
Cockta – słoweński napój typu cola produkowany od 1952 roku. Powstał jako substytut coca-coli. Był pierwszym bezalkoholowym napojem gazowanym w Jugosławii.

## Historia
W latach 50. XX wieku popularnością na świecie cieszyła się Coca-Cola. Jugosławia, ze względu na ustrój polityczny, nie dopuszczała na swój rynek produktów tej amerykańskiej marki. Przedsiębiorstwo Slovenija vino postanowiło wprowadzić na rynek własny substytut. Na pomysł ten wpadł dyrektor firmy, Ivan Deu, który po powrocie ze Stanów Zjednoczonych przywiózł ze sobą do kraju butelkę Coca-Coli. O opracowanie receptury poproszono Emerila Zelinkę, który przed II wojną światową posiadał firmę produkującą syropy i likiery. Po wojnie jego firma została znacjonalizowana, a on został zatrudniony w Slovenija vino.

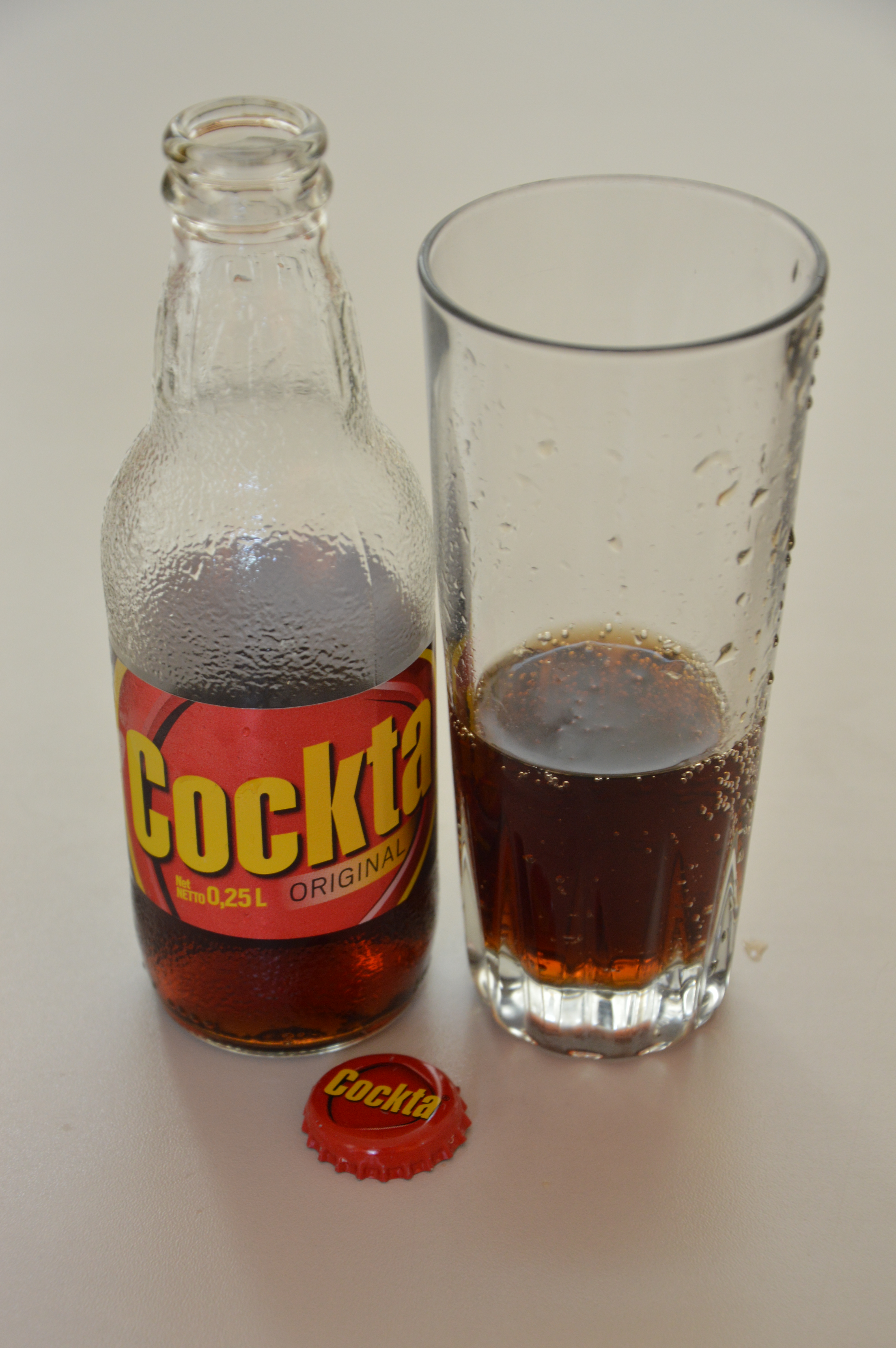
Butelka Cockty ze szklanką

Do produkcji wykorzystano występujące naturalnie w Słowenii składniki: mieszankę ziół, karmelizowany cukier, pomarańczę, cytrynę oraz – co wyjątkowe w napojach typu cola – ekstrakt z dzikiej róży. Początkowo rozważano nazwę „Jugocola”, ale ostatecznie Zelinka wybrał słowo „Cockta”, od angielskiego wyrazu „cocktail”, gdyż napój jest mieszanką wielu składników. Hasło „Cockta Cockta” miało nawiązywać do Coca-Coli. Napój wprowadzono na rynek 8 marca 1953 roku podczas zawodów skoków narciarskich w Planicy.

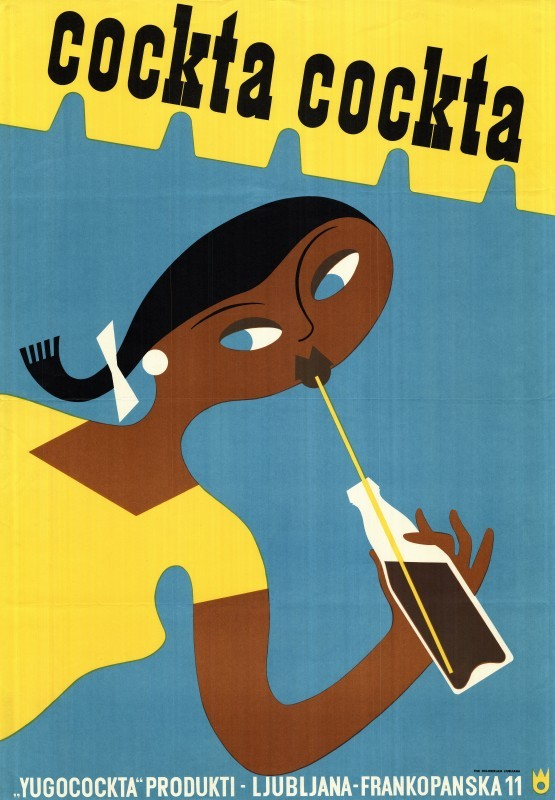
Plakat Cockty z 1952 roku

Producenci zachęcali do kupowania cockty zakłady gastronomiczne, hotele, restauracje, kawiarnie, bufety, organizatorów sportowych, właścicieli sklepów fabrycznych, cukiernie i mleczarnie. Restauratorom zalecano mieszania jej z napojami alkoholowymi, m.in. winem, piwem, wermutem, rumem. Zachęcano konsumentów do wymieniania pustych butelek na pełne, zachęcając do picia napoju bezpośrednio przez słomkę. Podkreślano, że jest to napój odpowiedni dla dzieci, młodzieży i miłośników napojów bezalkoholowych. Podkreślano, że taki napój dla dzieci wcześniej nie istniał, więc powinien być dostępny na placach zabaw, w przedszkolach i na wycieczkach szkolnych. Zapowiadano, że napój będzie sprzedawany na imprezach masowych i w uzdrowiskach. Zachęcano do picia cockty w zakładach przemysłowych, gdyż zwiększał on entuzjazm pracownika i nie męczył go w pracy, w odróznieniu od napojów alkoholowych.
Sprzedawcom rekomendowano cenę w wysokości 20 dinarów za butelkę, zalecając, aby sprzedający zarabiali, dzięki większym obrotom, a nie poprzez podnoszenie ceny pojedynczej sztuki.
Początkowo słoweńska firma posiadała sprzęt wyłącznie do produkcji wina. Musiała więc dostosować produkcję do przygotowywania i butelkowania napoju. Udana promocja w Planicy spowodowała popularność napoju, przez co zakład pracował na trzy zmiany. W pierwszym roku sprzedano 4 miliony butelek. W połowie lat 50. firma, nie nadążając z produkcją, przekazała licencje innym producentom, którzy rozlewali napój i sprzedawali go w wyznaczonych obszarach.
W 1963 roku w Belgradzie oraz w 1966 w Paliczu powstały dwie rozlewnie napojów bezalkoholowych. W 1967 w Jugosławii działało 90 licencjonowanych producentów, łącznie wytwarzających ponad 75 milionów butelek rocznie.
Problemem okazały się podrabiane etykiety i napoje produkowane przez nielicencjonowanych producentów. Cockta stała się synonimem wszystkich napojów typu cola. Przez pojawianie się na rynku innych produktów zaczynała być ona jako marka kojarzona z gorszą jakością, przez co Slovin (wcześniej Slovenija vino) zaczął stawiać na własną produkcję, wycofując licencję podwykonawcom. Utrzymanie jakości stało się przyczyną spadku produkcji.
Przez lata Cockta pozostawała jedynym bezalkoholowym napojem gazowanym w Jugosławii. W 1968 roku na rynek tego kraju weszły Schweppes oraz Coca-Cola, która rozpoczęła agresywną promocję. Z powodu spadającej sprzedaży, w latach 70. zmieniono wizerunek napoju. Przedstawiano Cocktę jako napój gaszący pragnienie, podkreślając jednocześnie tradycję: slogany reklamowe podkreślały, że napój ten pije już trzecie pokolenie.
W latach 70. XX wieku cocktę produkowano też w dziewięciu przedsiębiorstwach w Polsce, gdzie napój na bazie jugosławieńskiej licencji został nazwany Polo Cockta. Sprzedawano jej więcej niż w całej Jugosławii, bo około 80 milionów butelek rocznie. Cockta przez dwa lata była także sprzedawana w Holandii.
W 1983 roku, z okazji 30. rocznicy istnienia Cockty, odmieniono wizerunek oraz po raz pierwszy wprowadzono butelkę PET. W nawiązaniu do premiery w Planicy, Slovin w połączeniu ze Słoweńskim Związkiem Narciarskim zorganizowali zawody w skokach narciarskich o nazwie Pokal Cockta. W turnieju tym brały udział młode talenty, m.in. Primož Ulaga, a pod koniec lat 80. wyniki ogłaszano podczas Pucharu Świata w Planicy. W 1988 roku w Planicy po raz pierwszy zaprezentowano cocktę w puszce.
W 2000 roku markę wykupiła firma Kolinska. W 2001 roku rozlewnia Cockty została przeniesiona do Rogaškiej Slatiny. W 2005 firmy Kolinska i Droga połączyły się. W 2010 roku Atlantic Grupa kupiła firmę Droga Kolinska.